# Mandahu
Mandahu is een bestuurslaag in het regentschap Oost-Soemba van de provincie Oost-Nusa Tenggara, Indonesië. Mandahu telt 615 inwoners (volkstelling 2010).